# Калина Ковачевић
Калина Ковачевић (Београд, 22. новембар 1983) српска је глумица. Потиче из познате породице, отац јој је драмски писац Синиша Ковачевић, а мајка глумица Љиљана Благојевић.

## Биографија
Калина Ковачевић је рођена 22. новембра 1983. године у Београду. Завршила је музичку школу и свира клавир. Дипломирала је на Факултету драмских уметности у Београду, у класи професорке Биљане Машић, са Маријом Каран и Надом Мацанковић.
Њена прва улога је била у филму Мала шала из 1991. године. После улоге у кратком филму Бежи зеко, бежи, играла је филму Јесен стиже, дуњо моја из 2004. године. За улогу Анице Гранфилд добила је Награду Царица Теодора на Филмском фестивалу у Нишу. Следе филмови Синовци и Оптимисти из 2006. године. Након тога, снима два наставка филма Јесен стиже, дуњо моја, Коњи врани 2007. и Бледи месец 2008. године. Играла је у ТВ серијама Горки плодови из 2008, Мирис кише на Балкану 2010. године.
Поред филма и телевизије, играла је и у бројним позоришним представама: Извињавамо се, много се извињавамо, Три сестре, Голи краљ, Велика драма, Призори егзекуције, Веселе жене виндзорске, Маратонци трче почасни круг, Ожалошћена породица, A choruse line, Инстант - сексуално васпитање...

## Награде
- Награда Царица Теодора - 2004. године за најбољу женску улогу
- Јавна Похвала за резултате у раду од изузетног и посебног значаја за успешну активност Народног позоришта у Београду, за сезону 2011/2012
- Златна мимоза - за најбољу женску улогу
- Награда града Београда за допринос у култури
- Заслужни грађанин Земуна
- Повеља - Фестивал домаћих играних серија
- Награда за најбољу глумицу на 16. Фестивалу „Дани комедије” у Бијељини, за улоге у представи „Браколомије”
- „Златна значка“, за допринос развијању културних делатности у Србији за 2017. годину.[2][4]

## Филмографија
| Год.   | Назив                         | Улога              |
| ------ | ----------------------------- | ------------------ |
| 1990-е |                               |                    |
| 1991.  | Мала шала                     | Светиславова ћерка |
| 2000-е |                               |                    |
| 2002.  | Аурора                        | Ана                |
| 2003.  | Бежи зеко, бежи (кратки филм) | Девојка            |
| 2004.  | Јесен стиже, дуњо моја        | Аница Гранфилд     |
| 2006.  | Синовци                       | Нада Катунац       |
| 2006.  | Оптимисти                     |                    |
| 2007.  | Коњи врани                    | Аница              |
| 2008.  | Бледи месец                   | Аница              |
| 2008.  | Заборављени умови Србије      | Зорка              |
| 2008.  | Горки плодови                 | Милијана „Маша“    |
| 2010-е |                               |                    |
| 2010.  | Мирис кише на Балкану         | Нина Салом         |
| 2020-е |                               |                    |
| 2021.  | Време зла                     | Даница             |
| 2023.  | Баук                          |                    |
| 2023.  | Сети ме се                    |                    |
| 2024.  | Време смрти                   |                    |